# Rpoh
RpoH (σ32) és un factor sigma de transcripció, codificat per el gen RpoH, que regula la resposta al xoc tèrmic en Escherichia coli, causant l'expressió de proteïnes de xoc tèrmic, Aquest fet és iniciat quan una cèl·lula que ha tingut un desenvolupament a baixes temperatures es veu sotmesa a temperatures més elevades. La proteïna que codifica aquest gen és molt inestable, amb una vida mitjana entre 1 i 4 minuts, que disminueix a mesura que augmenta la temperatura. És responsable de la producció d'un gran nombre de proteïnes xaperones i proteases necessàries per a la regulació de la fisiologia de la cèl·lula.

## Funcionament
El bon funcionament del gen RpoH és molt important per la resposta del E.coli al citoplasma ja que la intensitat de la resposta depèn fonamentalment de la concentració cel·lular de factor sigmes, com el σ32 (RpoH).

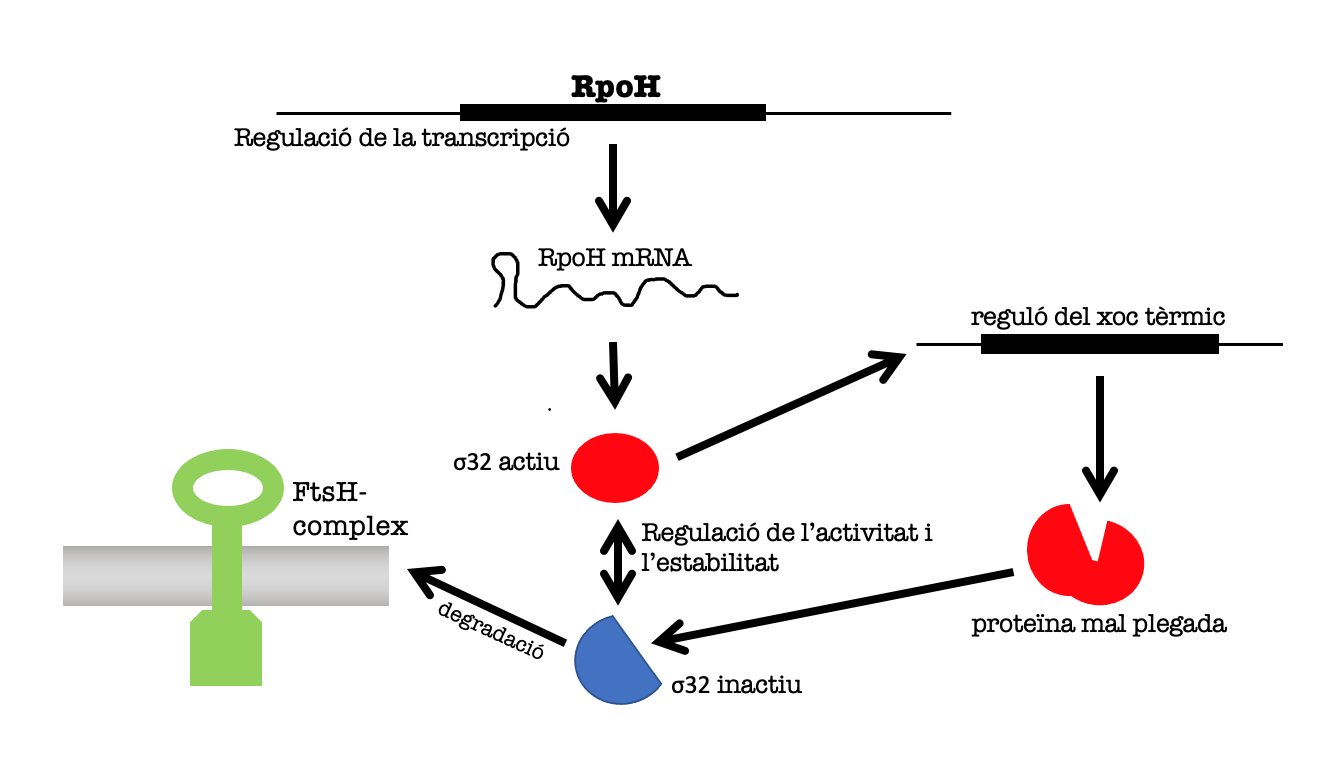
Resposta al xoc tèrmic, mediada pel RpoH en E. coli.

L'expressió de RpoH està regulada a través de la transcripció i la traducció. La transcripció del RpoH-RNA missatger és regulada per quatre zones promotor. Un d'ells és reconegut pel factor sigma E- ARN polimerasa, el qual indueix l'expressió de RpoH a temperatures extremes. La traducció de RpoH és induïda per un canvi de temperatura de 32 °C a 42 °C. En aquest increment de temperatura, la concentració intracel·lular de RpoH lliure augmenta, la qual cosa provoca la seva associació amb la RNA-polimerasa i la conseqüent iniciació de la traducció dels gens de xoc tèrmic. Dins d'aquests gens s'inclouen molts reguladors de la transcripció, que participen en el manteniment de la funcionalitat de la membrana i la homeòstasi. Aquests gens codifiquen per les proteïnes de xoc tèrmic, així doncs es duu a terme la transcripció i traducció corresponents. Finalment, RpoH és degrada ràpidament, donant lloc a una disminució de la taxa de síntesi de proteïnes de xoc tèrmic i a l'aturada de la resposta al xoc tèrmic.

### Regulació de l'activitat cel·lular de σ32
Un augment ràpid i sobtat de la temperatura deriva en un increment de la transcripció del gen RpoH d' entre 3 i 5 vegades. Aquest nivell de transcripció i traducció provoca una regulació de l'activitat del factor σ32 (rpoH) la qual es veu augmentada entre 15-20 vegades.
Pel que fa a la regulació de la transcripció, la regió reguladora del gen Rpoh (de 250 petabytes) conté 4 zones promotor: P1, P4 i P5, reconegudes per σ70, i P3 reconeguda per σE. A 30 °C, al voltant del 90% del ARN missatger correspon a les zones promotor P1 i P4. En augmentar la temperatura fins a 43 °C la transcripció en el promotor P3 augmenta de manera considerable i en els promotors P1 i P4 incrementa lleugerament. En assolir una temperatura aproximada de 50 °C, la transcripció dels promotors P1 i P4 disminueix gradualment mentre que la de P3 es manté elevada amb una duració de 85 minuts.
El promotor 1 és el més actiu en condicions relaxades del DNA, en canvi quan el DNA es troba en la seva forma més plegada el predominant és el P4. El promotor 5 és dèbil i està regulat principalment per la font de carboni que hi ha en el medi. A més a més, dels 4 promotors, la regió reguladora de RpoH presenta llocs d'unió per a proteïnes reguladores de la transcripció; com són: dues caixes CRP (“cyclic AMP receptor protein”), dues DnaA i una CytR.
Pel que fa a la regulació de la traducció, hi ha tres regions importants: la regió activadora A i les repressores B i C. La regió A és l'element activador de la traducció, està localitzat en la regió codificadora del RpoH, entre el nucleòtid 6 i el 20. Aquesta regió és complementada amb el ARN ribosòmic 16S, conseqüentment el reconeixement mRNA-ribosoma és afavorit.

## Estructura
Rpb5 és una subunitat general de totes les ARN polimerases eucariotes que consisteix en un N-terminal i un domini C-terminal. La subunitat arcaica corresponent RpoH conté només el domini C-terminal conservat sense extensions N-terminal.
Les subunitats de RpoH contenen residus d'arginina carregats positivament que formen ponts salins amb residus carregats negativament de les subunitats Rpok i Rpb1, respectivament.
La seqüència d'aminoàcids completa de RpoH es desconeix actualment. Tot i això, existeix un tram de nou residus d'aminoàcids definit: Q(R/K)(K/R)LFFNLR. Aquesta seqüència d'aminoàcids coneguda rep el nom de "caixa RpoH”. La “caixa RpoH” és pròpia d'aquest factor sigma, no es troba en cap altre factor sigma conegut. Aquesta seqüència està solapada amb el segment de polipèptid que està implicat en el control negatiu de la síntesi i l'estabilitat de sigma 32, mediat per la xaperona DnaK/DnaJ. A més a més, es coneix un promotor específic de sigma E (σ 24), el qual és considerat relativament semblant, en quant a estructura, al RpoH.

## Mutacions
En introduir mutacions a la regió C de RpoH es pot observar una doble mutació (A131E, K134V) que estabilitza significativament RpoH contra la degradació per la proteasa ftsH. Les mutacions d'un sol punt en aquestes posicions només mostren un lleuger efecte sobre l'estabilitat de RpoH. Tant les substitucions d'aminoàcids dobles com les úniques, no afecten a l'activitat del factor sigma, com ho demostra l'anàlisi de taques occidentals de l'expressió gènica de xoc tèrmic, i l'augment de la tolerància a la calor en presència d'aquestes proteïnes.
Els mutants presenten una major sensibilitat al xoc tèrmic, però només en la fase exponencial del creixement aeròbic. Les mutacions combinades a les regions 2.1 i C estabiltzen encara més la RpoH.
Un mutant σ32 I54N és defectuós per a la inactivació mediada per xaperones (DnaK/J, GroEL/S) "in vivo", però no mostra cap interacció alterada amb xaperones o ARN polimerasa "in vitro". Aquest mutant és alhora defectuós en l'associació de membranes; a la membrana restaura el control homeostàtic mediat per xaperones iFtsH.
L'activitat de σ32 també es pot atenuar mitjançant fosforilació i s'incrementa sota tractament amb ampicil·lina. La regió 2 de σ32 està fortament involucrada en la seva activitat i regulació. Aquesta regió està implicada en la interacció amb l'ARN polimerasa juntament amb altres porcions de la proteïna, i és important per a la degradació mediada per FtsH.
σ32 es torna més flexible a mesura que augmenta la temperatura, i en particular la regió 2 sembla patir un desenvolupament reversible. La Regió 2.1 està involucrada en la seva estabilitat i eficàcia transcripcional. L'eliminació de la regió σ de RpoH formada per la regió 3.2 disminueix l'activitat global de l'holoenzim RNAP "in vitro", augmentant l'estabilitat del complex promotor. No obstant això, aquesta supressió fa que el complex promotor sigui menys sensible al factor de resposta estricte DksA en presència de ppGpp. L'holoenzim RNAP que conté el factor σ de RpoH pot incorporar NADH durant la iniciació de la transcripció.
Els mutants de RpoH pateixen una sèrie de defectes, a més d'una fallada en la resposta de xoc tèrmic. Aquests són deficients en la divisió cel·lular a temperatures més altes i sensibles a l'estrès oxidatiu a qualsevol temperatura. Tant la replicació de plasmidis F com mini-F, depenen de σ32 i fracassen en la seva absència. En mutants RpoH, una proteïna recentment sintetitzada és agregada fàcilment fins i tot en condicions normals de creixement. La substitució d'un sol nucleòtid en RpoH (T -> C) provoca un augment d'aquesta proteïna, sense canvis al nivell transcripcional.